# Avraham Barkai
Avraham Barkai (geboren 1921 in Berlin als Abraham Becker; gestorben am 29. Februar 2020 im Kibbuz Lehavot HaBashan) war ein deutschstämmiger israelischer Historiker und Antisemitismusforscher.

## Leben
Barkai wurde in einer streng orthodoxen Familie von osteuropäischer Herkunft als Sohn eines Tora-Schreibers im Berliner Scheunenviertel geboren. Mit vier Jahren lernte er im Cheder hebräisch lesen, wandte sich dann aber im jugendlichen Alter vom Glauben des Vaters ab. Mit elf Jahren machte er Bekanntschaft mit kommunistischen Arbeitslosen, damit begann seine politische Entwicklung. 1932 wurde er bei einer Demonstration Zeuge von der Polizeigewalt. Barkai besuchte ausschließlich jüdische Schulen und blieb weitgehend von antisemitischen Gewalttaten verschont. Über Schikanen durch nationalsozialistisch eingestellte Lehrer erfuhr er nur durch Erzählungen von Kameraden. Wegen einer Ausweisung durch die Nationalsozialisten musste er von 1935 bis 1938 im jüdischen Kinderheim Beit Ahawah leben. Die Leitung des Heimes hatte Betty Rothschild inne. Bis 1936 besuchte er das Adass-Jisroel-Realgymnasium.
Auf Veranlassung seiner Eltern emigrierte Avraham Barkai am 1. März 1938 nach Palästina. Seine Eltern sah er nie wieder, doch er konnte in Erfahrung bringen, dass sie nur einige Wochen später ausgewiesen wurden. In Palästina ließ er sich zum Landwirt ausbilden. Als Mitglied des Hashomer Hatzair beschäftigte er sich zwei Jahre lang mit Obstbau und Marxismus-Leninismus. Danach wurde er nach Negba geschickt, einem von aus Polen eingewanderten Haschomer-Hatzair-Mitgliedern gegründeten Kibbuz. Doch bereits 1941 verließ Barkai Negba, um einen neuen Kibbuz namens Karkur zwischen Tel Aviv und Haifa zu errichten. Dort lernte er die ebenfalls deutschstämmige Shushke kennen, die er 1947 heiratete und mit der er drei Kinder hatte. Im Kibbuz arbeitete Barkai Avraham als Tagelöhner in Gärten und Obstanlagen und übernahm für ein Jahr die finanzielle Verantwortung und die Kontakte mit den Behörden. Ab 1940 war er mit seiner Frau Mitglied des Kibbuz Lehawot Ha-Baschan und arbeitete dort 20 Jahre lang in der Landwirtschaft und Jugenderziehung. Von 1950 bis 1953 wurde er in die Schweiz delegiert. Im Frühjahr 1953 kehrte er mit seiner Familie nach Karkur zurück und erlebte die Auseinandersetzungen im Kibbuz infolge des Kalten Krieges.
Ab 1963 studierte Barkai Geschichte und Volkswirtschaftslehre an der Hebräischen Universität Jerusalem. Er stieß bei der Einschreibung auf Schwierigkeiten, da er sein Gymnasium in Deutschland nicht beenden konnte und von der Landwirtschaftsschule kein entsprechendes Abschlusszeugnis besaß. Die Hebräische Universität kam ihm aber entgegen und gab ihm den Status eines besonderen Studenten ohne Abschluss. Im Gegensatz zu den freien Hörern durfte er Prüfungen absolvieren und Seminararbeiten einreichen und erhielt sogar Zensuren. Deshalb hatte er sich für Volkswirtschaft und Geschichte eingeschrieben und durfte wegen seiner dortigen guten Zensuren als ordentlicher Student weiter studieren. Im Frühjahr 1967 absolvierte er die Abschlussprüfung für den Bachelor of Arts in Volkswirtschaftslehre. Im Sommer 1972 legte er die Abschlussprüfung in Geschichte ab und konnte sein Studium 1973/74 als Magisterstudent fortsetzen. Ende 1973 reichte er bei Walter Grab sein Promotionsthema über das Wirtschaftssystem des Nationalsozialismus ein. Dadurch begann seine wissenschaftliche Beschäftigung mit der Zeit des Nationalsozialismus und der damaligen Wirtschaftspolitik. Von 1967 bis 1979 war er Teilzeitdozent für Volkswirtschaftslehre und Wirtschaftsgeschichte an einem College. Die Neugierde auf das Funktionieren der Wirtschaft im Nationalsozialismus konzentrierte sich weniger auf die deutsche Geschichte als vielmehr auf das Studium der Volkswirtschaftslehre und deren Theorien. 1974 begann er seine Dissertationsarbeit. Sein Doktorvater Charles Bloch schlug ihm vor, sich mit dem deutschen Historiker Werner Jochmann in Hamburg in Verbindung zu setzen. Im Hamburger Archiv fand er nützliche Quellen für seine Arbeit. Hinzu kam, dass Jochmann auch einige Gespräche mit zuständigen Wissenschaftlern organisierte. Barkai führte auch Gespräche mit prominenten Personen aus der NS-Zeit. Diese bildeten wichtige Quellen für seine anstehende Dissertation.
1977 promovierte er an der Universität Tel Aviv über Das Wirtschaftssystem des Nationalsozialismus: Der historische und ideologische Hintergrund 1933 bis 1936. Darin stellte er die wirtschaftspolitischen Maßnahmen in den Anfangsjahren des Dritten Reiches als in sich konsistentes System dar. 1988 erschien eine bis zum Jahr 1945 erweiterte Neuauflage der Untersuchung. Ferner verfasste Barkai ein Standardwerk über den Centralverein deutscher Staatsbürger jüdischen Glaubens, den größten Interessenverband deutscher Juden von 1893 bis 1938. Mit beiden Werken wurde er in der Fachwelt international bekannt.
Barkai forschte er am Jerusalemer Leo Baeck Institut und arbeitete für das Forschungszentrum der Gedenkstätte Yad Vashem. Zudem schrieb er Einzelstudien zur deutsch-jüdischen Geschichte im 19. Jahrhundert, zur Emigration deutscher Juden in die Vereinigten Staaten und über den Nationalsozialismus. Er war Mitglied der von der Deutschen Bank 1997 gegründeten Historikerkommission zur Erforschung der Geschichte der Deutschen Bank in der NS-Zeit und forschte auch am Institut für Wirtschafts- und Sozialgeschichte der Freien Universität Berlins. Im März 2003 erhielt er von dieser die Ehrendoktorwürde.

## Werke (Auswahl)
- Das Wirtschaftssystem des Nationalsozialismus. Der historische und ideologische Hintergrund 1933–1936. Köln 1977 (Dissertation).
- Jüdische Minderheit und Industrialisierung. Demographie, Berufe und Einkommen der Juden in Westdeutschland 1850–1914. Tübingen 1988.
- Das Wirtschaftssystem des Nationalsozialismus. Ideologie, Theorie, Politik 1933–1945. Fischer Taschenbuch Verlag, Frankfurt am Main 1988, ISBN 3-596-24401-3 (Erstausgabe in Englisch, Tel Aviv 1986).
- Vom Boykott zur „Entjudung“. Der wirtschaftliche Existenzkampf der Juden im Dritten Reich 1933–1943. Fischer Taschenbuch Verlag, Frankfurt am Main 1988 (englisch 1989).
- Nazi Economics. Ideology, Theory, and Policy. Yale University Press, New Haven 1990.
- Branching Out. German-Jewish Immigration to the United States 1820–1914. New York 1994.
- Hoffnung und Untergang. Studien zur deutsch-jüdischen Geschichte des 19. und 20. Jahrhunderts. Hamburg 1998.
- mit Paul Mendes-Flohr: Aufbruch und Zerstörung. 1918–1945 (= Deutsch-jüdische Geschichte in der Neuzeit. Bd. 4). München 2000.
- Wehr Dich! Der Centralverein deutscher Staatsbürger jüdischen Glaubens 1893–1938. München 2002.
- Oscar Wassermann und die Deutsche Bank. Bankier in schwieriger Zeit. Beck, München 2005, ISBN 3-406-52958-5.
- Erlebtes und Gedachtes. Erinnerungen eines unabhängigen Historikers. Wallstein, Göttingen 2011, ISBN 978-3-8353-0902-9.